# Rafik Djebbour
Rafik Zoheir Djebbour (Grenoble, 8 maart 1984) is een Algerijnse voetballer die sinds 2016 bij Aris FC speelt in de Griekse competitie. Djebbour debuteerde in augustus 2006 in het Algerijnse nationale ploeg, waarvoor hij actief was tijdens onder meer het WK 2010. Hij werd tijdens het seizoen 2012-2013 topschutter van de Griekse competitie met 20 doelpunten.